# Harry Markowitz
Harry Markowitz (Chicago, 24 agosto 1927 – San Diego, 22 giugno 2023) è stato un economista statunitense, vincitore, insieme a Merton Miller e William Sharpe, del premio Nobel per l'economia nel 1990, «per i contributi pionieristici nell'ambito dell'economia finanziaria».

## Biografia
I suoi interessi, durante la gioventù e l'adolescenza, non riguardavano l'economia bensì il baseball e il football. Inoltre, egli suonava il violino nell'orchestra della scuola ed amava leggere sia strisce comiche sia saggi legati all'astronomia e alla fisica.
Fu solo con la fine delle superiori e con la scelta dell'università, che per la prima volta Markowitz si mise a riflettere su quale facoltà avrebbe potuto scegliere. Micro e macroeconomia sembravano materie adatte alle sue capacità, ma il vero polo di attrazione si dimostrò essere l'economia dell'incertezza proposta da John Von Neumann e Oskar Morgenstern e le teorie di Samuil Marshak sull'utilità attesa.
All'università di Chicago ebbe come professore Marshak che lo introdusse poi nella "Cowles Commission", una commissione di piccole dimensioni ma che ha prodotto un elevato numero di Nobel e che ha influenzato gli studi sull'economia e sull'econometria.
All'inizio degli anni cinquanta, Markowitz aveva sviluppato la teoria del portafoglio che cercava il modo di ottimizzare la rendita degli investimenti. Gli economisti avevano compreso da tempo che era più saggio diversificare il portafoglio, ma Markowitz mostrò come misurare il rischio dei vari strumenti finanziari e come combinarli in un portafoglio per ottenere il rendimento massimo per un determinato rischio. L'idea di base per la teoria della frontiera dei portafogli gli venne leggendo l'opera Theory of Investment Value di John Burr Williams.
Nel 1952 Markowitz lasciò l'università di Chicago per andare a far parte della "Rand Corporation", think tank statunitense. Qui lavorò a stretto contatto con Gorge Dantzig e da lui imparò le tecniche di ottimizzazione che gli servirono per scrivere nel 1959 il suo libro Portfolio selection: efficient diversification of investments. Fu grazie al pressante invito di James Tobin che scrisse questo libro dove rese nota la sua teoria, peraltro già espressa in un articolo pubblicato nel 1952 Portfolio selection.
Dal 1982 insegnò al Baruch College dell'Università di New York. Nel 1989 Markowitz vinse il John von Neumann Theory Prize per la teoria della ricerca operativa.
Nel 1990 condivise, insieme ai colleghi William F. Sharpe e Merton Miller, il premio Nobel per l'economia. Il loro contributo in realtà diede l'avvio a quella che oggi noi conosciamo come economia finanziaria, un campo separato di studio.

### La teoria del portafoglio
Secondo Markowitz, il portafoglio azionario più è composto da titoli differenti l'uno dall'altro, più diminuisce il grado di rischio. Inizialmente ha incontrato una platea unanime di sostenitori, sia tra gli economisti che tra gli accademici. Dagli anni '80, però, questa teoria viene deprecata dall'imprenditore americano Warren Buffett il quale, essendo un profondo conoscitore di alcune selezionate aziende, ha preferito concentrare il suo  portafoglio finanziario in modo da massimizzare il rendimento, senza per questo aumentare apprezzabilmente il correlato rischio.